# Värdepapperkonto
Värdepapperskonto, oftast kallat VP-konto, är i Sverige en särskild typ av konto som används för att registrera vilka värdepapper en placerare äger.
VP-konto förs av ett kontoförande institut (KI), som kan vara till exempel en bank eller en fondkommissionär, men administreras av Euroclear Sweden, tidigare Värdepapperscentralen. VP-kontot hanterar även nyemissioner, utskick och annan administration. En person i Sverige som köper en börsnoterad aktie kommer att få sitt innehav noterat på sitt VP-konto. En förutsättning är, att värdepapperet ifråga är "papperslöst"; det innebär till exempel att endast aktier utgivna av avstämningsbolag noteras på VP-kontot. Ett VP-konto består av 12 siffror och börjar på 0000 eller 0001.
Ett alternativ till individuellt VP-konto finns, nämligen om placeraren har en värdepappersdepå hos en fondkommissionär eller bank. I så fall registreras innehavet av värdepapperet istället på fondkommissionären. Detta kallas förvaltarregistrering. Placeraren ser då i sin depå att hon eller han är ägare till värdepapperet, men är inte registrerad som ägare hos de bolag vilka hon eller han äger aktier i. Detta har en praktisk betydelse för kallelse till bolagsstämma, nyemissioner och andra utskick, eftersom placeraren då måste hålla ordning på detta själv eller förlita sig på att fondkommissionären informerar. 
En placerare kan ha ett eller flera VP-konton och en eller flera värdepappersdepåer – det ena utesluter inte det andra.